# Poospizopsis
Genre
Poopizopsis est un genre d'oiseaux Passeriformes de la famille des Thraupidae.

## Liste des espèces
Selon la classification de référence du Congrès ornithologique international (1 janvier 2024), il comporte deux espèces :
- Poospizopsis hypocondria (d'Orbigny & Lafresnaye, 1837) – Chipiu à flancs roux
- Poospizopsis caesar (P.L.Sclater & Salvin, 1869) – Chipiu césar

## Classification
Le nom valide complet (avec auteur) de ce taxon est Poospizopsis Berlepsch, 1893.